# Guatemalas historie
 Der er for få eller ingen kildehenvisninger i denne artikel, hvilket er et problem. Du kan hjælpe ved at angive troværdige kilder til de påstande, som fremføres i artiklen.

Guatemalas historie falder i tre dele; tiden før koloniseringen, kolonitiden og selvstændighedstiden efter kolonitiden.

## Den førkoloniale tid
Guatemalas tidligste historie er stærkt knyttet til og præget af mayaerne og de tidligste tegn på mayakulturen dateres til mellem 2000 og 1500 f.Kr.
Allerede 1100 f.Kr. skal olmec-folket have begyndt at bygge pyramider og udhugge store stenhoveder. Olmecerne betegnes ofte som Mesoamerikas moderkultur. Dette folk havde stor indflydelse over hele mayaområdet, og påvirkede specielt kunst, religion og politik. De udviklede også et tidligt skriftsystem og en kalender kendt som «Long Count».
I perioden 350 f.Kr. til 250 e.Kr. fremvoksede en by med navn El Mirador, som spredte sig over 20 kvadratkilometer, og med en befolkning på ca. 100.000 indbyggere, hvilket antyder dens betydning allerede 100 f.Kr. Det højeste tempelkompleks i byen målte 70 meter – det højeste byggeri nogensinde bygget i før-columbiansk kultur i Amerika.
Perioden omkring og efter 300 e.Kr. regnes som den vigtigste epoke i mayakulturens historie. Mayaerne kom nu under indflydelse fra Teotihuacán i Mexico, en by med ca 250.000 indbyggere. Alligevel fremvoksede endnu en by, Tikal, som et dominerende magtcenter i mayaernes område. Men samtidig fremvoksede endnu en stor by, Calakmul. Fra 500 e.Kr. var disse byer så store, at alle andre byers indbyggere i mayaområdet var underlagt en af disse. Calakmul besejrede Tikal i 562 e. Kr, og dette førte til en «dvaletilstand» på 130 år, hvor hverken Tikal eller byerne rundt om denne havde nogen udvikling.
Mellem 600 og 850 e. Kr. var der stor velstand i mayakulturens område. Mayaerne var forenet i fælles religion og kultur, og maya arkitektur, astronomi og kunst nåede så højt, at ingen andre før-columbianske samfund kunne måle sig med dem. Handelen blomstrede og befolkningen voksede til 10 millioner rundt 750 e. Kr. Alligevel fra år 750 til 830 og efter dette blev handelsforbindelser brudt, krige brød ud, byerne blev fraflyttede og der blev ikke bygget templer eller monumenter som før. Grunden til nedgangen er ikke kendt.

## Kolonitiden
Guatemala blev erobret 1524—1525 af spanieren Pedro de Alvarado, der med en lille skare spaniere undertvang de talrige indianske indbyggere, idet han drog fordel af uenigheden mellem stammerne. Spanierne dannede af Mellemamerika med det sydligere Mexico (Chiapas) generalkaptajnskabet Guatemala. Under kolonitiden led de indfødte her som i det øvrige spanske Amerika under en hensynsløs og grusom udbytning fra spaniernes side, idet disse gjorde indianerne til livegne slaver og udryddede hele stammer. Samtidig udbredtes den romersk-katolske lære og det spanske sprog.

## Selvstændigheden
1821 løsrev de mellemamerikanske republikker sig fra Spanien, hørte 1822—1823 til Augustin Iturbides mexikanske kejserrige og dannede 1823—1839 en føderativ republik. Det konservative parti i Guatemala var imod forbundsrepublikken, og efter flere års kampe blev det liberale, forbundstro parti slået, og Guatemala blev 1847 en selvstændig republik under præsident Rafael Garrera, en indianer, der regerede diktatorisk indtil sin død 1865. Han førte heldige krige med Honduras og Salvador, støttede sig til det klerikale parti og søgte at stå på en god fod med europæiske regeringer. Han efterfulgtes som præsident af sin partifælle, general Vicente Cerna, som dog blev styrtet af det liberale parti 1871. Rufino Barrios, der af de liberale valgtes til præsident 1873, regerede fuldkommen diktatorisk; han forjog jesuitterne og konfiskerede kirkens ejendomme og undertrykte modpartiet med hård hånd. 1879 indførtes en liberal konstitution. Herefter forsøgte Barrios at genoplive den mellemamerikanske forbundsrepublik: 1885 erklærede han sig for Mellemamerikas øverste militære chef og trængte ind i Salvador, men faldt her i et slag 2. april. Han efterfulgtes som præsident af general Manuel Barillas. Guatemala sluttede fred med sine naboer, men hjemsøgtes af blodige indre kampe. Ved valgene 1892 blev general José Maria Reina Barrios præsident, og 1897 blev han genvalgt, men 1898 myrdet. Samme år valgtes Manuel Estrada Cabrera til præsident. Cabrera fremmede samfærdsel, handel og oplysning; men hans genvalg til præsidentværdigheden for tidsrummet 1905—1911 opirrede hans modstandere. Han beskyldtes for at stræbe efter diktatur, for grusom forfølgelse af politiske modstandere, misbrug af statens finanser og lignende, og i marts 1906 trængte velbevæbnede skarer ind i Guatemala fra Mexiko, British Honduras og Salvador under ledelse af ekspræsidenten Barillas, der støttedes af republikkerne Salvador, Honduras og Costa Rica. Cabrera holdt dog fjenderne stangen, og allerede i juli sluttedes en våbenstilstand som følge af intervention fra præsident Roosevelt og præsident Diaz (af Mexico); ved freden, som sluttedes i september, bestemtes det, at fremtidige stridigheder skulle underkastes voldgift ved USA og Mexico. Cabrera blev genvalgt for perioden 1911—1917, og atter genvalgt for marts 1917—marts 1923. 27. april 1917 afbrød Guatemala den diplomatiske forbindelse med Tyskland, hvilket var et hårdt slag for de mange i Guatemala bosatte forretningsdrivende tyske statsborgere.

## Guatemala i mellemkrigstiden
I 1920 opgjordes landes areal til 109.724 km2 med 2.004.900 indbyggere, heraf udgjorde 60 % af befolkningen fuldblods indianere, resten overvejende halvblods. Kaffeplantagerne omfattede i 1923 65.830 ha, hvoraf 30-40 % var på tyske hænder. Sukkerrør dyrkedes på 10.756 ha. Bananavlen var i fremgang i Motagua-dalen og i egnen om Yzabel-søen. Minedriften var endnu ringe, skønt petroleum var blevet påvist flere steder. 1926 indførtes varer for 23 mio. $ og udførtes for 29 mio. $. 54,10 % af indførslen kom fra USA, 12,74 % fra Storbritannien, 12,22 % fra Tyskland, 9,29 % fra Mexico. Af Udførslen gik 53,87 % til USA, 31,65 % til Tyskland, 8,78 % til Holland. Kaffe udgjorde 80,6 % af eksportværdien, bananer 9,6 %. I november 1924 fik Guatemala en ny møntenhed, quetzal, i guldværdi lig med 1 $ (US dollar). De uindløselige papirpenges værdi blev stabiliseret ved en kurs af 60 pesos til 1 quetzal. Mellemamerikas internationale jernbaneselskab, hvori britisk kapital tidligere var stærkt repræsenteret, kom i 1924 under amerikansk kapitals kontrol.
Cabrera, der var genvalgt som republikkens præsident for 1917—23, fratrådte allerede 1920 på grund af en revolutionær bevægelse og erstattedes med vicepræsidenten Carlos Herrera. Under hans ledelse afsluttede Guatemala en traktat med Honduras og Salvador den 10. oktober 1921, ifølge hvilken de tre stater skulle danne en union; indad til skulle de enkelte stater være helt selvstyrende, men udenrigspolitik og andre fælles interesser skulle drives i fællesskab. Allerede 7. december 1921 blev Herrera dog styrtet af en militær opposition under general Orellana, som i marts 1922 valgtes til præsident i Guatemala og ophævede unionen med Honduras og Salvador. 1926 udbrød atter oprør i Guatemala. 27. september 1926 døde Orellana, og general Lazaro Chacon valgtes i december 1926 til præsident. 27. maj 1927 undertegnede udenrigsministrene i Guatemala, Honduras og Salvador en traktat, der bandt de tre lande til en fælles udenrigspolitik. Ved Washington-konventionen af 7. februar 1923 mellem de mellemamerikanske stater gik Guatemala ind på at begrænse sin stående hær til 5200 mand i fredstid. Reserven ansloges i 1923 til 40.000 mand.
I 1920-erne rådede der politisk instabilitet i landet. Jorge Ubico blev valgt i 1931 til præsident. Hans regeringstid prægedes af diktatoriske metoder. Der opstod en polarisering mellem den meget rige elite og det store ekstremt fattige befolkningsflertal. Ubico havde et intimt samarbejde med USA:s regering og bananforetagendet United Fruit Company
United Fruit Company havde i årtier en dominerende indflydelse over hele Mellemamerika, en stor del af Karibien og i Sydamerika. I Guatemala udgjorde foretagendets investeringar næsten ⅔ af landets samlede udenlandske kapital. United Fruit ejede 2.500.000 kvadratkilometer mark, havde stor indflydelse på landets institutioner og ejede Guatemalas eneste jernbaneforbindelse.

## Efter 2. verdenskrig
Den 4. juli 1944 blev diktatoren Jorge Ubico Castañeda tvunget til at gå af som følge af massive protester og generalstrejke. Hans efterfølger, general Juan Federico Ponce Vaides, blev et par måneder senere afsat ved et statskup ledet af andre militærpersoner. Ca. 100 personer blev dræbt under kuppet. Landet blev derefter ledet af en militærjunta.
Militærjuntaen udskrev frie valg, som blev vundet med et flertal på 85 % af læreren Juan José Arévalo Bermejo, som havde været i eksil i Argentina i 14 år. Arévalo var den første demokratisk valgte præsident i Guatemala, som blev siddende hele sin valgperiode. Under hele den kolde krig støttede USA landets hær med penge, våben og uddannelse.
I 1954 blev Arévalos valgte efterfølger, Arbenz, væltet ved et kup, som Central Intelligence Agency stod bag. Baggrunden var USAs angst for sovjetisk indflydelse og landreformer. Oberst Carlos Castillo Armas blev indsat som præsident i 1954 og var leder frem til, at han blev myrdet af sine vagter i 1957. Det eksisterer omfattende bevis mod United Fruit Company (som ændrede sit navn i 1970 til Chiquita Brands International) som den centrale aktør i kuppet; landreformerne ved Jacobo Arbenz blev opfattet som en trussel mod selskabets interesser i Guatemala, og de anvendte deres direkte forbindelser til Det hvide hus og CIA.
På trods af skiftende præsidenter vedvarede konflikterne. En guerillabevægelse voksede frem sammen med bevæbnede grupper for andre interesser. En regulær borgerkrig udviklede sig. I 1979 forbød Jimmy Carter al støtte til hæren i Guatemala grundet systematiske overgreb og brud på menneskerettighederne. I perioden 1974–78 var Guatemalas præsident den norskættede Kjell Laugerud.
I 1980 besatte en gruppe K'iche' den spanske ambassade i protest mod en række massakrer i landdistrikterne. Regeringen svarede igen ved at angribe bygningen og brænde den ned. Magthaverne hævdede, at indianerne selv havde sat ild på bygningen. Den spanske ambassadør, som overlevede, bestred dette og påstod, at politiet med vilje havde dræbt næsten alle inde i bygningen for at skjule sine spor. Som en følge af dette, brød Spanien sine diplomatiske forbindelser med Guatemala.
Efter et regeringsskifte i 1982 tog general Efraín Ríos Montt over som præsident. Tortur, forsvinninger og overgreb fortsatte. Mere end 45.000 personer flygtede over grænsen til Mexico. En guerillabevegelse støttet af Cuba og sandinisterne i Nicaragua fik voksende støtte. Ríos Montt blev afsat af general Óscar Humberto Mejía Victores, som i 1986 udskrev demokratiske valg. Disse blev vundet af Marco Vinicio Cerezo Arévalo.
I 1992 blev Rigoberta Menchú tildelt Nobels Fredspris for hendes bestræbelser på at bringe international opmærksomhed mod behandlingen af den indfødte befolkning.
Borgerkrigen endte i 1996 med en fredsaftale forhandlet frem af FN hvor Norge og Spanien var indblandede. Dette førte til en demobilisering af guerillastyrkerne. I løbet af borgerkrigen var mer end 450 maya-landsbyer blevet ødelagte og over 1 million mennesker blevet flygtninge. Over 200.000 personer, hovedsagelig maya, var blevet dræbt. En oprettet kommission har hævdet, at staten Guatemala deltog i folkemord mod bestemte etniske grupper under borgerkrigen.
I 1999 erklærede Bill Clinton at USA havde begået en fejl ved at støtte de militære styrker, som under borgerkrigen havde deltaget i drab på civilbefolkningen. FNs rapporter har konkluderet, at 93% af bruddene på menneskerettighederne under borgerkrigen blev foretaget af hæren eller af paramilitære grupper.
Siden fredsaftalens gennemførelse har Guatemala gennemført flere demokratiske valg, så sent som i 2011. Otto Pérez Molina, tidligere general og leder for efterretningstjenesten, blev 2012 indsat som landets præsident. Frihandelsaftaler er indgået med USA og de andre centralamerikanske lande og med Mexico.